# محمد الجرجاني الاسترآبادي
المولى ركن الدين محمد بن علي بن محمد الجرجاني الاسترآبادي الحلي الغروي. هو رجل دين وفقيه ومتكلَّم شيعي من أهل استرآباد التي تُعرف حالياً باسم گرگان، ولم تذكر الفترة الزمنيَّة التي عاش فيها إلَّا أن عمر كحالة ذكر في ترجمته له أنَّه كان حياً سنة 698 هـ / 1298 م، وقال أنَّه ولد بالحلَّة ونشأ بها، وسكن بالنجف ودرس عند ابن المطهَّر الحلي. وقد ترجم أكثر رسائل نصير الدين الطوسي إلى اللغة العربيَّة وذكر أحمد الحسيني أنَّ «ترجماته التي رأيناها جيدة التعبير رصينة الألفاظ».

## مؤلفاته
من مصنَّفاته المذكورة في تراجمه وفي بعض الفهارس:
| - الأبحاث في تقويم الأحداث. في الرد الفرقة الزيديَّة، وإثبات إمامة الإثني عشر، وإثبات الغيبة، ورد الاستشكالات التي أوردها الزيديَّة عليها. - شرح مبادئ الأصول. شرح لكتاب مبادئ الأصول لأستاذه ابن المطهَّر الحلي. - روضة المحققين في تفسير الكتاب المبين. كتاب في تفسير القرآن في خمس مجلدات. | - الإشارات في علم البلاغة. - وسيلة النفس إلى حظيرة القدس في حقيقة الإنسان. - إشراق اللاهوت في شرح الياقوت. في علم الكلام. - الدعامة في إثبات الإمامة. |

### الكتب
- تراجم الرجال. السيّد أحمد الحسيني، طبع قم - إيران، عام 1414 هـ، منشورات مكتبة آية الله العظمى المرعشي النجفي.
- معجم المؤلفين. عمر كحالة، طبع بيروت - لبنان، تاريخ الطبع مفقود، منشورات إحياء التراث العربي.
- أعيان الشيعة. محسن الأمين، طبع بيروت - لبنان، تاريخ الطبع مفقود، منشورات دار التعارف.
- الذريعة إلى تصانيف الشيعة. آغا بزرگ الطهراني، طبع بيروت - لبنان، تاريخ الطبع مفقود، منشورات دار الأضواء.

### إشارات مرجعية
1. 1 2  
كحالة، عمر. معجم المؤلفين - ج11. ص. 46. مؤرشف من الأصل في 2019-12-13.
2. ↑  الحسيني، السيد أحمد. تراجم الرجال - ج1. ص. 532. مؤرشف من الأصل في 2019-12-13.
3. ↑  الطهراني، آغا بزرگ. الذريعة إلى تصانيف الشيعة - ج1. ص. 63. مؤرشف من الأصل في 2019-12-13.
4. ↑  الطهراني، آغا بزرگ. الذريعة إلى تصانيف الشيعة - ج8. ص. 199. مؤرشف من الأصل في 2019-12-16.